# Volgodonsk
Volgodonsk (en russe : Волгодонск) est une ville de l'oblast de Rostov, en Russie. Sa population s'élevait à 168 048 habitants en 2021.

## Géographie
Volgodonsk est arrosée par le Don et se trouve le long du canal Volga-Don et du réservoir de Tsimliansk. Elle est située à 186 km à l'est de Rostov-sur-le-Don, à 218 km au sud-ouest de Volgograd et à 970 km au sud de Moscou.

## Histoire
Cette cité nouvelle édifiée en 1950 le long du canal Volga-Don a tout d'abord le statut de commune urbaine. Elle accéda au statut de ville en 1956.
En 1977, démarra, à 12 km de Volgodonsk, la construction de la centrale nucléaire de Rostov, dont la première tranche fut mise en service en 2001. Cette centrale est la première centrale nucléaire mise en service en Russie après l'accident de Tchernobyl en 1986.
Durant la vague d'attentats en Russie en 1999, le 16 septembre 1999, à 5 heures du matin, un camion piégé explose près d'un complexe d'appartements de neuf étages dans la ville tuant 17 personnes et en blessant 69. Guennadi Selezniov, président de la Douma, annonce publiquement le 13 septembre, quelques heures après l'explosion de Moscou (du 13 septembre) qu'une explosion a eu lieu à Volgodonsk,,,,. Or cette explosion n'a pas eu lieu à Volgodonsk, mais à Moscou. L'explosion à Volgodonsk a lieu trois jours plus tard (le 16 septembre). Le 17 septembre, un jour après l'explosion à Volgodonsk, Guennadi Selezniov est interpellé à la Douma par Vladimir Jirinovski qui parle d'une provocation des services de l'État: "Rappelez-vous, Gennadii Nikolaievitch (Selezniov), que vous nous avez dit lundi qu'il y avait eu une explosion à Volgodonsk, trois jours avant l'explosion. On peut même la qualifier de provocation: si la Douma d'État savait que l'habitation a explosé le lundi, et qu'elle est dynamitée le jeudi". À la suite de cette intervention, Jirinovski est interdit de prise de parole à la Douma pendant un mois .
En 2004, la ville de Volgodonsk annexa les villages de Krasnoïarsk et Solenovskaïa.

## Population
Recensements (*) ou estimations de la population
| 1959*  | 1970*  | 1979*  | 1989*   | 2002*   | 2010*   |
| ------ | ------ | ------ | ------- | ------- | ------- |
| 15 710 | 28 100 | 91 313 | 175 593 | 165 994 | 170 741 |

| 2012    | 2013    | 2014    | 2015    | 2016    | 2017 |
| ------- | ------- | ------- | ------- | ------- | ---- |
| 170 244 | 170 128 | 170 074 | 170 230 | 170 558 | -    |

## Économie
Dans les années 1970, Volgodonsk doit devenir un centre de construction d'équipements pour centrales nucléaires. Il s'agit d'un des plus grands projets réalisés en Union soviétique au XXe siècle. L'usine Atommach de plus de 6 millions de mètres carrés d'ateliers et de bâtiments est ainsi construite et mise en service en 1977 au sud-est de la ville. L'usine est équipé de machines modernes importées d'Allemagne, États-Unis, Japon, France, Royaume-Uni, Italie, Suède, etc. Elle doit produire les équipements de huit réacteurs nucléaires par an, mais elle est également conçue pour fabriquer de nombreux autres équipements spéciaux de grandes dimensions destinés aux centrales thermo- et hydroélectriques, à l'industrie métallurgique, à l'extraction minière, à la pétrochimie, etc. Atommach possède son propre quai sur le réservoir de Tsimliansk, lui permettant de charger sur des bateaux les équipements les plus volumineux et les plus lourds, dont une partie est exportée. L'usine employait 21 000 salariés en 1986 lorsque survint l'accident de Tchernobyl, suivi par la dislocation de l'Union soviétique. Les difficultés de l'entreprise, transformée en société par actions en 1992, aboutissent à sa faillite, prononcée en 1999. Atommach a été réorganisée et fait désormais partie du groupe Energomach. En 2009, l'usine de Volgodonsk emploie 2 900 salariés et travaille à nouveau, en partie, pour le secteur nucléaire.
La centrale nucléaire de Volgodonsk, avec le premier réacteur russe de 1 000 MW, a été mise en service en 2001 près de la ville.

## Illustrations
|  |  |  |

|  |  |

|  |

## Religion
La majorité de la population est de confession orthodoxe. Il existe toutefois des communautés protestantes et une petite paroisse catholique sous le vocable de la Sainte Famille.
Les principaux lieux de culte sont la cathédrale orthodoxe de la Nativité-du-Christ et l'église orthodoxe de l'Icône-de-Notre-Dame-du-Don.